# Ogród Pomologiczny w Warszawie
Ogród Pomologiczny w Warszawie – sad owocowy pełniący funkcję parku, który w latach 1870–1944 znajdował się między ulicami: Nowogrodzką, Emilii Plater, Wspólną i Tytusa Chałubińskiego w Warszawie.

## Opis
Pierwszy ogród pomologiczny w Warszawie został założony w 1864 z inicjatywy Jerzego Aleksandrowicza na terenie Instytutu Agronomicznego na Marymoncie. Po jego likwidacji (w związku z rozbudową Cytadeli) na gruntach folwarku Świętokrzyskiego między ulicami: Nowogrodzką, Leopoldyny (obecnie Emilii Plater), Wspólną i Teodora (obecnie Tytusa Chałubińskiego) założono kolejny ogród. Został on otwarty dla publiczności w 1870. Pierwotnie miał powierzchnię ok. 10 ha i sięgał do ul. Hożej. Po przebiciu ul. Wspólnej jego powierzchnię zmniejszono do 4 ha.
Ogród powstał w celu badania i aklimatyzacji drzew i krzewów owocowych oraz popularyzacji najbardziej wartościowych odmian. Był filią Ogrodu Botanicznego. Przypominał wiejski sad. Rosło w nim 12 tys. drzew owocowych, głównie jabłoni i grusz. Wśród nich wytyczono ścieżki i ustawiono ławki. Prowadzono tam także szkółkę drzew owocowych z ok. 20 tys. drzewek. Przy wejściu do ogrodu znajdowała się budka z wagą, w której sprzedawano uprawiane w nim owoce.
Naprzeciwko ogrodu powstały zabudowania utworzonej w 1879 przy Ogrodzie Pomologicznym Szkoły Ogrodniczej; od 1915 działała tam Państwowa Średnia Szkoła Ogrodnicza.
Ogród został zniszczony w czasie powstania warszawskiego. Jego pozostałości zostały zlikwidowane w latach 50. W jego miejscu wzniesiono m.in. kompleks obiektów IX Liceum Ogólnokształcącego im. Klementyny Hoffmanowej (ul. Emilii Plater 29) i Szkoły Podstawowej nr 171 im. Wojska Polskiego (ul. Emilii Plater 31) oraz biurowiec Intraco II.